# Albatros W.5
L'Albatros W 5 est un avion bombardier-torpilleur de la Première Guerre mondiale.
C'était un biplan bimoteur datant de 1917, moteur Benz Bz III de 150 ch entraînant des hélices propulsives. 4 exemplaires [846/849] furent livrés en janvier 1918 à la Marine impériale.